# 日本金線魚
日本金線魚（学名：Nemipterus japonicus），俗名金線鰱，為輻鰭魚綱鱸形目金線魚科的其中一個種。

## 分布
本魚分布於印度西太平洋區，包括東非、紅海、波斯灣、塞席爾群島、馬爾地夫、斯里蘭卡、印度、日本、韓國、台灣、中國東海、南海、菲律賓、印尼、越南、馬來西亞、新加坡、泰國、緬甸、安達曼群島等海域。该物种的模式产地在日本。

## 深度
水深5至80公尺。

## 特徵
本魚體呈長紡綞形，尾柄細小，全身被中型櫛鱗。眼徑約略等於眶前區的長度,眶前骨长度短于眼径。尾鰭上葉有金黃色絲狀延長。全身紅色，腹部較淡，胸鰭、背鰭、尾鰭紅色，腹鰭、臀鰭白色，背鰭基底上方有金黃色縱帶，背鰭起點下方有大型紅色斑，面積和眼睛相仿。背鰭硬棘10枚、軟條8至9枚；臀鰭硬棘3枚、軟條7枚。側線鱗片數44至45枚。體長可達32公分。

## 生態
本魚棲息在具沙泥底質海域，屬肉食性，以甲殼類、頭足類為食。

## 經濟利用
美味的食用魚，具經濟價值，適合各種烹調方式。